# 蕭德明 (國會眾議員)
蕭德明（1880年2月16日—1946年10月31日），字靜軒，四川省大竹縣興隆鄉人，早年加入中國同盟會，負責籌餉運械。民國2年（1913年）選為國會眾議院議員。

## 生平[2][3]
光緒二十六年（1900年），入邑庠为诸生。
光緒三十一年（1906年），蕭德明在大竹南門「聖廟」對門（現勝利街九十二號）開大竹書報社。
宣統元年（1909年），廣安暴動後，到日本避難，租一屋於小石川區駿河台町。
辛亥後，被蜀軍政府任命為下川東安撫使。
民國5年（1916年）3月29日，大竹縣護國軍司令部成立，蕭德明為總司令，宣布大竹縣獨立。數日內，參軍者2萬餘人。蕭將護國軍編為6個支隊。
民國6年（1917年）11月，大竹縣靖國招討軍成立，響應熊克武護法之舉，陳鳳石任司令，蕭德明任總指揮，以縣中驍勇之士編兩個團，首克渠縣，再經廣安、合川，橫渡嘉陵江。民國7年2月，蕭德明等兵屯哨樓口。除夕之夜，蕭德明挑選精兵100餘名，摸黑踏雪，攀上太和鎮側打鼓山，神速偷襲。守敵措手不及，倉惶潰逃。蕭德明部取道潼川，與顧品珍、石青陽等部合攻並奪取三台，隨即兩趨中江、金堂。19日，蕭部由北門入成都。未幾，大竹靖國招討軍改編為川軍第十師，蕭德明任師長，並出兵攻占墊江、鄰水等縣。其後，被江防軍、川軍第六師等部所逼，蕭德明部解體。
民國7年（1918年）2月28日，靖國軍川北總指揮蕭德明接任四川省財政廳長。
民國7年（1918年10月26日通電，謂張瀾在道尹任內違令吞款，應呈請通緝。
民國11年8月9日，四川省議會制定了《四川省憲法會議組織法》及《四川憲政投票法》，並設立省憲法會議籌備處，推劉成勛、向楚(仙樵)、蕭德明(靜軒)、曾寶森(子玉)、但懋辛、鄧錫侯、石青陽七人為籌備員。
曾任嘉陵道尹
民國32年（1943年），與賈題韜、朱之洪、但懋辛、袁煥仙、傅真吾諸居士於成都共建維摩精舍。
民國33年（1944年）12月，四川省臨參會二屆四次大會十六次會議，選舉為人民自衛團務委員會委員。
民國35年（1946年）當選為「制憲國民大會」代表，旋因病逝世未能出席。1947年2月8日國民政府明令褒揚：「國民大會代表蕭德明，早歲加入同盟．奔走革命．籌餉運械，不遺餘力。民元膺選國會議員，參與護法諸役。多所建自。其後擔任黨政要職，尤著勛勤。前值國民大會開會，未及出席，因病遽逝．軫惜良深。應予明令褒揚，並將生平事跡存備宣付國史館，用彰忠藎。」。